# Dunikowski Ridge
Dunikowski Ridge är en bergstopp i Antarktis. Den ligger i Sydshetlandsöarna. Argentina, Chile och Storbritannien gör anspråk på området. Toppen på Dunikowski Ridge är 315 meter över havet.
Terrängen runt Dunikowski Ridge är kuperad åt nordväst, men åt nordost är den platt. Havet är nära Dunikowski Ridge åt sydost. Trakten är glest befolkad. Närmaste befolkade plats är Commandante Ferraz Station, 13,7 kilometer nordväst om Dunikowski Ridge. 